# Élection présidentielle colombienne de 1904
L'élection présidentielle colombienne du 2 février 1904 permet de désigner son nouveau président pour la période 1904-1908. Selon la constitution de la Colombie de 1886, l'élection est réalisée par suffrage indirect, via un collège électoral constitué en proportion de un représentant pour 1 000 habitants. À l'issue du vote, le conservateur Rafael Reyes Prieto est élu de justesse en tant que président face à un autre conservateur, Joaquín Fernando Vélez (es).

## Candidats
Les élections de 1904 voient s'opposer 2 candidats :
- Rafael Reyes Prieto (conservateur)
- Joaquín Fernando Vélez (es) (conservateur)

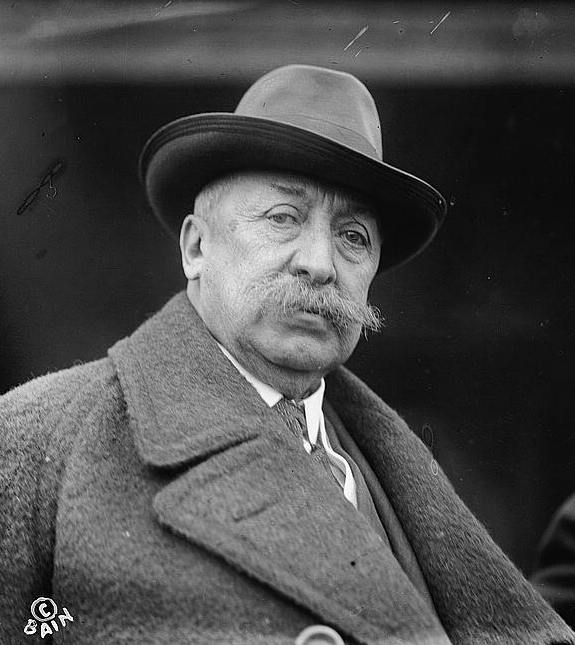
Rafael Reyes Prieto
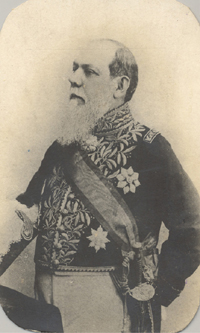
Joaquín Fernando Vélez (es)

## Résultats
| Candidat à la présidence    | Candidat à la vice-présidence | Parti ou mouvement | Votes |
| --------------------------- | ----------------------------- | ------------------ | ----- |
| Rafael Reyes Prieto         | Ramón González Valencia       | Conservateur       | 994   |
| Joaquín Fernando Vélez (es) | Alfredo Vásquez Cobo          | Conservateur       | 982   |
| Total                       | Total                         | Total              | 1 976 |